# Wilson (hrabstwo Sheboygan)
Wilson – miasto w Stanach Zjednoczonych, w stanie Wisconsin, w hrabstwie Sheboygan.